# 조성원 (언론인)
조성원(1971년 9월 3일 ~ )은 대한민국의 KBS 기자이다.

## 주요 이력
- 2000년 2월 : KBS 26기 공채 기자

## 경력
- 2024.12 ~ KBS 전략기획실 정책기획국장
- 2013.01 ~ 2013.12 미국 조지타운대학교 객원연구원
- KBS 베이징 특파원
- KBS 보도국 국제부 기자
- KBS 보도국 사회1부 기자
- KBS 보도국 사회2부 기자
- KBS 정치외교부 기자
- KBS 북한부 기자
- KBS 앵커

## 진행

### 과거 텔레비전
- KBS 8 아침뉴스타임 진행 (2TV) (2009년 10월 19일 ~ 2011년 11월 4일)
- KBS 뉴스 12 임시 진행 (1TV) 2011년 - 7월 18일 ~ 7월 22일
- KBS 뉴스라인 임시 진행 (1TV)

### 예정 텔레비전
- KBS 뉴스라인 예정 진행 (1TV) (2024년 12월 23일 ~ )

### TV 방송
| 연도        | 방송사 | 제목      | 담당 | 비고 |
| ----------- | ------ | --------- | ---- | ---- |
| 2016 ~ 2018 | KBS1   | 남북의 창 | 진행 | 주말 |